# Anke Soltkahn
Anke Soltkahn (* 11. Mai 1941 in Berlin) ist eine deutsche Politikerin der CDU und der PRO.

## Leben
Soltkahn besuchte das Heinrich von Kleist-Gymnasium und die höhere Wirtschaftsschule, sie schloss die Schullaufbahn mit der Fachhochschulreife ab. Daraufhin arbeitete sie in der Landespostdirektion und von 1963 bis 1991 in einem Architekturbüro. Von 1991 an führte sie eine eigene Hausverwaltung. Darüber hinaus war sie stellvertretende Vorsitzende des Haus- und Grundbesitzervereins in Wilmersdorf.
1974 trat Soltkahn in die CDU ein, dort war sie Kreis- und Landesdelegierte und gehörte dem Landesvorstand der MIT an. Von 1977 bis 1985 war sie Bürgerdeputierte, danach gehörte sie der Bezirksverordnetenversammlung in Wilmersdorf vierzehn Jahre lang an, zuletzt als stellvertretende Fraktionsvorsitzende. 1999 wurde sie in das Abgeordnetenhaus von Berlin gewählt, dem sie bis 2001 angehörte.
Im Februar 2002 beteiligte sich Soltkahn an der Gründung des Berliner Landesverbandes der von Ronald Schill ins Leben gerufenen Partei Rechtsstaatlicher Offensive. Sie amtierte auch als Landesvorsitzende dieser Partei. Im Januar 2004 legte sie, im Zuge innerparteilicher Querelen, dieses Amt nieder.